# فينفالدن
فينفالدن (بالهولندية: Veenwouden)‏ هي قرية ببلدية دانتوماديل بقاطعة فرايزلاند، هولندا. بلغ عدد سكانها حوالي 3521 في 2014.